# Aligoté
Die Aligoté ist eine Weißweinsorte.

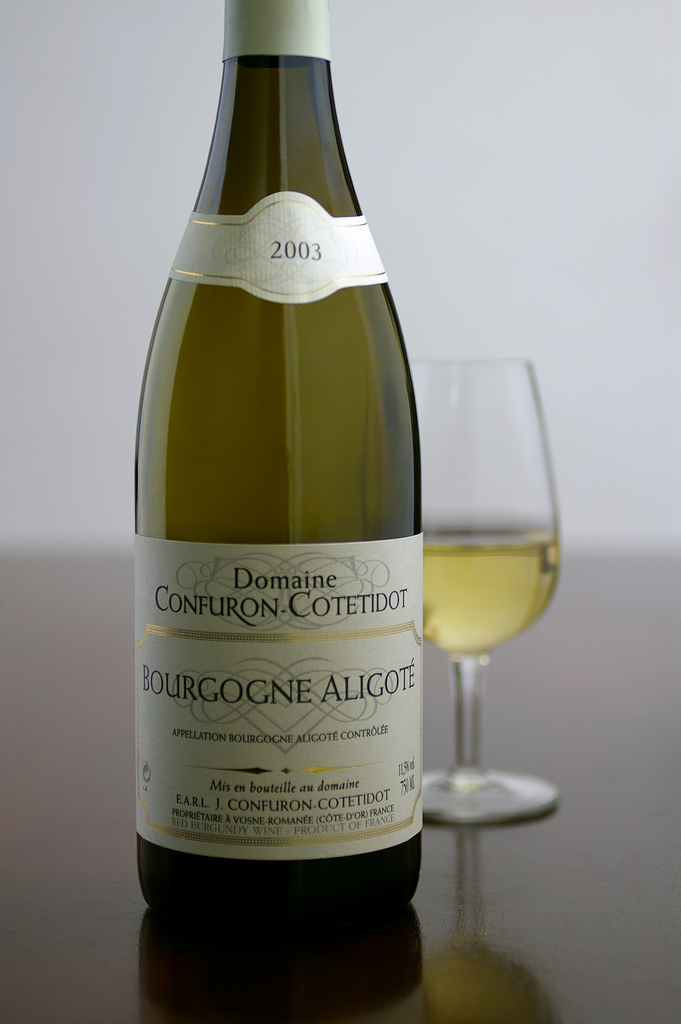

Im Burgund steht sie noch an zweiter Stelle der angebauten Weißweintrauben. Vermutlich stammt sie aus dieser Region, wird jedoch nach und nach durch „modernere“ Sorten verdrängt. In Osteuropa behauptet sich die Sorte nach wie vor. Wie auch in ihrer Heimat wird sie dort nicht zu hochwertigen Weinen ausgebaut, sondern zu leichten, säurebetonten, schnell trinkreifen Weinen. In den Nachfolgestaaten der Sowjetunion wird die bestockte Rebfläche mit 10.000 Hektar angegeben, in Rumänien ebenfalls mit 10.000, in Bulgarien sind es 2000 Hektar. Erzeugt werden einfache Weißweine und Schaumweine für den Alltagsgebrauch, die nicht exportiert werden.
Die Weine sind relativ flach und für den Fassausbau ungeeignet. Als preiswerte Weine werden sie oft zum Mischen mit Crème de Cassis (Kir, nach dem ehemaligen Bürgermeister von Dijon Kanonikus Kir) oder als Schorleweine jung konsumiert. Eine große Menge fließt in den Crémant de Bourgogne sowie in den Bourgogne Aligoté ein.
Hervorragende Qualität erreichen nur wenige Weine, bei denen die Traube auf höherwertigen Lagen angebaut wurde, so im Burgund, wo der kleine Ort Bouzeron eine AOC Bourgogne Aligoté-Bouzeron besitzt. In besseren Jahren sollen diese frischen, fruchtigen Weine mit knackiger Säure einem guten Chardonnay ebenbürtig sein. Im Jahr 2007 wurde in Frankreich eine Rebfläche von 1946 Hektar erhoben. (Quelle ONIVINS)
Siehe auch die Artikel Weinbau in Frankreich, Weinbau in Rumänien, Weinbau in der Schweiz (21,3 Hektar Stand 2007, Quelle: Office fédéral de l'agriculture OFAG) und Weinbau in Bulgarien sowie die Liste von Rebsorten.

## Abstammung
Aufgrund genetischer Untersuchungen von 352 Rebsorten stellte sich heraus, dass die Sorten Aligoté, Aubin Vert, Auxerrois, Bachet Noir, Beaunoir, Chardonnay, Dameron, Franc Noir de la Haute Saône, Gamay Blanc Gloriod, Gamay, Knipperlé, Melon de Bourgogne, Peurion, Romorantin, Roublot und Sacy alle aus spontanen Kreuzungen zwischen Pinot und Gouais Blanc (Weißer Heunisch) entstanden. Bei der Pinot-Sorte handelte es sich höchstwahrscheinlich um den Pinot Noir.
Der Erfolg dieser spontanen Kreuzung wird dadurch erklärt, dass die beiden Elternsorten genetisch gesehen grundverschieden sind. Während die Sorten der Pinot-Familie vermutlich aus dem Burgund stammen, wurde der Gouais Blanc von den Römern nach Frankreich gebracht. In den Rebgärten des Burgunds und der südlichen Champagne standen beide Sorten während einiger Jahrhunderte im Gemischten Satz.
Abstammung: Pinot × Gouais Blanc

## Ampelographische Sortenmerkmale
In der Ampelographie wird der Habitus folgendermaßen beschrieben:
- Die Triebspitze ist halboffen. Sie ist weißwollig behaart mit leicht rotem Anflug. Die hellgrünen Jungblätter sind spinnwebig behaart.
- Die mittelgroßen Blätter sind ganz oder dreilappig und dabei kaum gebuchtet (siehe auch den Artikel Blattform). Die Stielbucht ist lyrenförmig offen. Das Blatt ist spitz gesägt. Die Zähne sind im Vergleich zu anderen Sorten mittelgroß. Die Blattoberfläche (auch Blattspreite genannt) ist blasig rau
- Die konus- bis walzenförmige Traube ist klein und lockerbeerig. Die rundlichen Beeren sind ebenfalls klein und von orangeweißer Farbe.

Die wuchskräftige Rebsorte ergibt gute Erträge. Die Erträge sind in flachen Lagen meist sehr hoch, sodass durch eine gezielte Reberziehung eine Ertragsminderung durchgeführt werden muss, um gute Weinqualitäten zu erzielen.
Aligoté reift etwa sechs Tage nach der Rebsorte Gutedel und zählt damit zu den frühreifenden Sorten. Die Sorte ist empfindlich gegen den Echten Mehltau, die Anthraknose und die Rohfäule.
Aligoté ist eine Varietät der Edlen Weinrebe (Vitis vinifera). Sie besitzt zwittrige Blüten und ist somit selbstfruchtend. Beim Weinbau wird der ökonomische Nachteil vermieden, keinen Ertrag liefernde, männliche Pflanzen anbauen zu müssen.

## Synonyme
Die Sorte Aligoté ist auch unter den Namen Aligotay, Alligotay, Alligoté, Blanc de Troyes, Carcairone Blanc, Carcarone, Carchierone, Chaudenet, Chaudenet Gras, Giboudot Blanc, Griset Blanc, Karkarone Blank, Melon de Jura, Muhranuli, Mukhranuli, Pistone, Plant de Trois, Plant de Trois Raisins, Plant Gris, Purion blanc, Troyen Blanc und Vert Blanc bekannt.